# Д’Абовиль, Огюстен Мари
Огюстен Мари Д’Абовиль (20 апреля 1776, Ла-Фер, Пикардия — 20 июня 1843, Париж) — французский бригадный генерал, артиллерист. Сын генерала Франсуа Д’Абовиля, брат генерала Огюстена Габриэля Д’Абовиля.

## Биография
Из старинного дворянского рода с давней традицией офицерской службы. В марте 1792 года зачислен курсантом в артиллерийское училище в Шалоне. В связи с началом революционных войн, обучался по ускоренной программе. Уже осенью того же года выпущен су-лейтенантом в 7-й Тульский полк пешей артиллерии. Осенью 1793 года, во время якобинского террора, арестован по делу своего отца. После падения Робеспьера и его кабинета, отпущен вместе с отцом и продолжил службу.
В 1795 году был произведён в капитаны, служил сначала офицером для поручений у своего отца, а затем артиллерийским офицером в Рейнско-Мозельской, Итальянской, Дунайской, Гельветической, Рейнской армиях. С 1803 года — майор.
В следующем году направлен в Вест-Индию во главе артиллерии французских экспедиционных сил на кораблях сильной франко-испанской эскадры. План Наполеона состоял в том, что французский флот должен был прорвать британскую блокаду Тулона и Бреста и, угрожая напасть на Вест-Индию, оттянул туда британский флот, защищавший Западные подходы. Объединенный франко-испанский флот должен был достигнуть Мартиники, находившейся в британской морской блокаде, высадить на острове подкрепления, в состав которых входил и Д’Абовиль, а затем двинуться обратно в Европу, погрузить французскую армию на севере страны и высадить её в Англии раньше, чем британский флот успеет помешать этому.
Однако британцы перехватили французскую эскадру по дороге к месту назначения — у берегов Испании, в результате чего Д’Абовиль принял участие в морском сражении с англичанами у мыса Финистерре, причём в ходе боя командовал батареей на французском корабле «Бюсантор», флагмане адмирала Вильнёва. После боя, закончившегося ничьей, франко-испанская эскадра отошла восстановить силы, а позднее была разбита в битве при Трафальгаре, так что в Вест-Индию Д’Абовиль так и не попал.
Вместо этого, в 1806 году он был произведён в полковники и назначен начальником артиллерийского парка 6-го армейского корпуса Великой армии в боях против прусских и русских войск. В феврале 1807 года, оставшийся почти без прикрытия парк был атакован казаками на реке Пассарге, но благодаря энергии Д’Абовиля атаку удалось отбить. Довольный Наполеон сделал полковника бароном империи и отдал под его команду полк Конной артиллерии Императорской гвардии.
В 1809 году во главе гвардейской Конной артиллерии полковник Д’Абовиль блестяще действовал в сражении при Ваграме, где потерял руку, оторванную ядром. За свою доблесть получил чин бригадного генерала и был назначен директором артиллерийского училища в родном Ла-Фере. Во главе гвардейской Конной артиллерии его сменил генерал Дево де Сен-Морис, который был разорван надвое ядром на шесть лет позже, в битве при Ватерлоо.
В 1814 году, когда русские и союзные им войска вторглись в пределы Франции, однорукий генерал Д’Абовиль возглавлял французскую артиллерию при обороне Парижа.
Во время Ста дней все три представителя семьи Д’Абовиль отказались активно поддерживать Наполеона. Старый генерал Франсуа Д’Абовиль сохранил свое место в Палате пэров Франции, но сказался больным и на заседания не ходил. Его старший сын старался вести себя максимально незаметно, а младший, однорукий Огюстен Мари, в марте 1815 года, ещё при Первой реставрации, даже помешал молодым офицерам-бонапартистам в Ла-Фер захватить арсенал училища. Тем не менее, после возвращения Наполеона, он был назначен инспектором артиллерии на севере Франции, но никакой активности не проявлял.
В августе 1815 года, после битвы при Ватерлоо, генерал Д’Абовиль вернулся на свою прежнюю должность в Ла-Фер, но, вскоре, возможно, был сочтён королём недостаточно благонадёжным, так как уже осенью в том же году был уволен в отставку и больше не служил.

## Награды
Легионер ордена Почётного легиона (1803)
 Офицер ордена Почётного легиона (1807)
 Коммандан ордена Почётного легиона (1814 год)
 Кавалер военного ордена Святого Людовика (1814 год)
 Коммандан военного ордена Святого Людовика (1814 год)

## Галерея

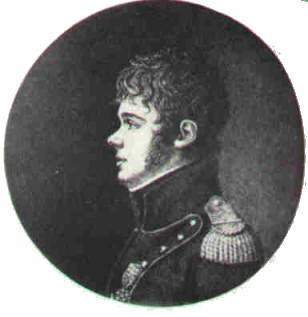
Портрет генерала Д’Абовиля в молодости.
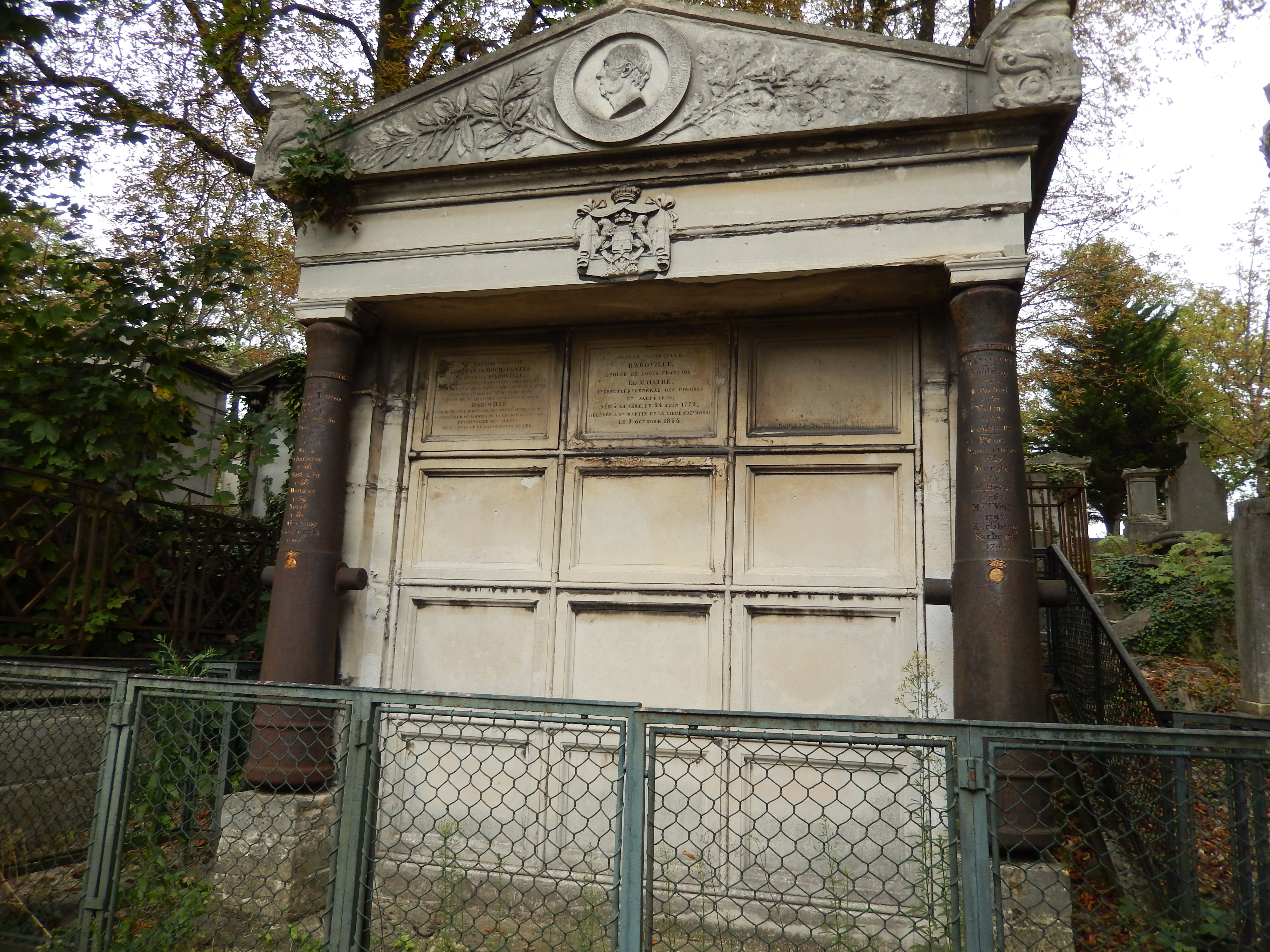
Склеп Д’Абовилей на парижском Кладбище Пер-Лашез.
Герб барона Огюстена Мари Д’Абовиля.